# Buuds

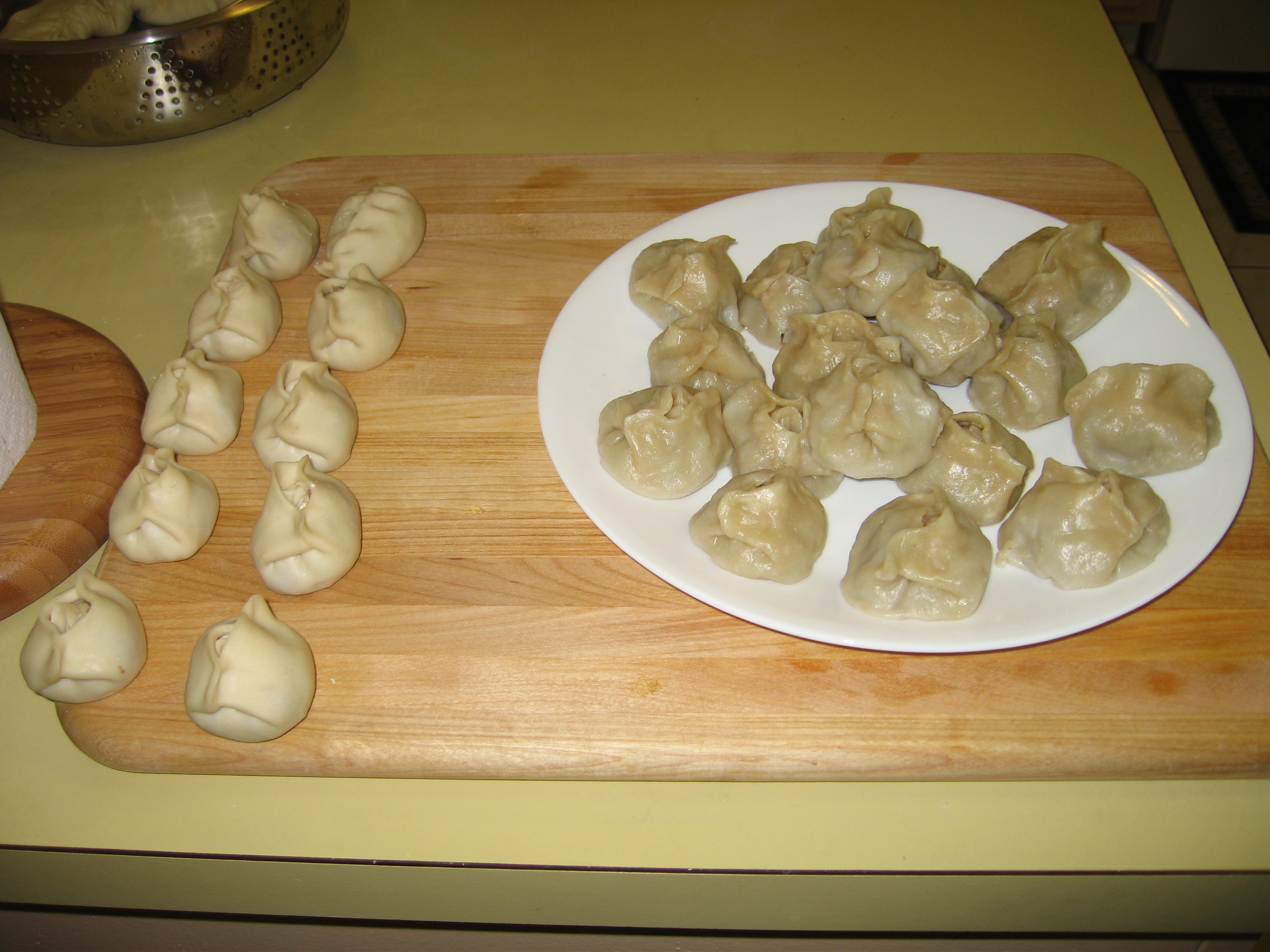
Gekochte und ungekochte Buus

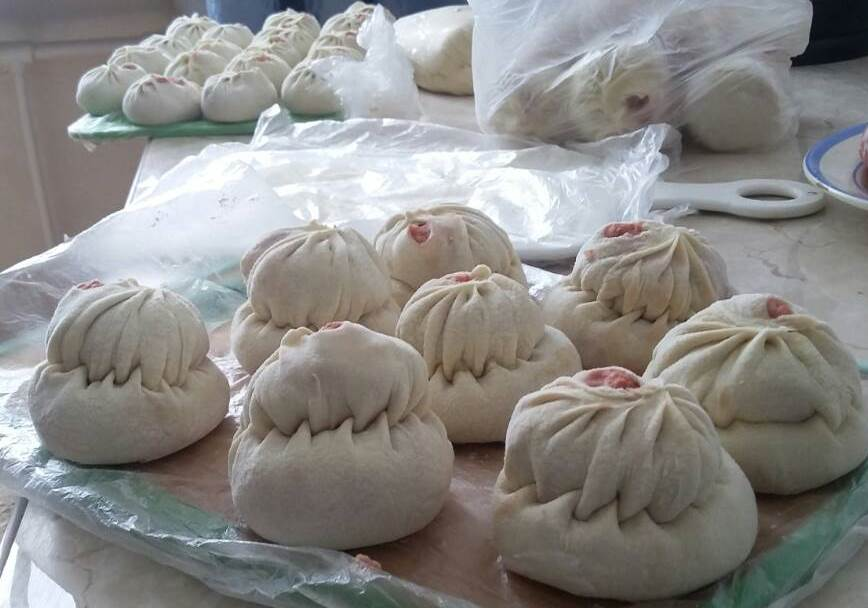
Doppel-Buuds. Burjatien, Russland

Buuds, auch Buuz, (mongolisch Бууз burjatisch Бууза, Buudsa; Lehnwort aus dem Chinesischen: Baozi) ist eine mongolische Teigtasche, vergleichbar den zentralasiatischen Mantı.
Die Füllung aus gehacktem Schaf-, Yak- oder Rindfleisch ähnelt der der ebenfalls mongolischen Chuuschuur. Das Fleisch wird mit Zwiebeln oder Knoblauch, manchmal auch mit Fenchel und anderen Kräutern gewürzt und gesalzen. Dieser Fleischball wird in eine kleine Teigtasche gelegt, die oben offen ist und gedünstet. Der Teigmantel nimmt das aus dem Fleisch auslaufende Fett auf.
In einigen Haushalten werden Buuds mit Kartoffelbrei, Kohl oder Reis gegessen. Traditionell wird der Buus zum mongolischen Neujahr, dem Tsagaan Sar, gegessen, aber er wird auch überall in der Hauptstadt Ulan Bator in Restaurants und kleinen Cafés angeboten.